# Вард Бавенс
Вард Бавенс (4 травня 1993) — бельгійський плавець.
Учасник Олімпійських Ігор 2012 року.